# Wiga
Wiga is een historisch Duits merk van motorfietsen.
De bedrijfsnaam was Wilhelm Gaul, Wiga-Fahrzeugbau, Ludwigshafen am Rhein (1928-1932).
Wilhelm Gaul was de bekende fabrikant van Pax-zadels, die ook motorfietsen met JAP- en Küchen-motoren van 198-, 298-, 348- en 498 cc bouwde. De K-motoren hadden drie kleppen.